# La Castagnetta
«La Castagnetta» (также «Танцующая девушка» или «Дочь Иродиады») — картина английского художника-прерафаэлита Данте Габриэля Россетти, созданная в 1863 году. На данный момент картина находится в частном собрании.
Ранняя работа Россетти «La Castagnetta» возможно является одной из его самых динамичных картин и изображает танцовщицу, погружённую в страстный танец Её вздымающееся в танце зелёное платье и длинные волосы изображены в динамике, девушка движется под музыку своих кастаньет. В отличие от типичных женских образов прерафаэлитов, на лице героини мелькнула улыбка, это единственный раз, когда Россетти изобразил женщину улыбающейся. Её волосы украшены венком из роз, а вокруг неё — виноградные лозы, что предполагает, что на картине может быть изображён ритуальный вакханский или языческий танец. Цветы, лоза и зелёный цвет платья символизируют природу и плодородие, мотив, проходящий через творчество Россетти с 1860-х годов, где красота и чувственность женщин подчёркивается цветами и фруктами.
Искусствовед Генри Карри Марилльер дал два альтернативных названия картины — «Танцующая девушка» или «Дочь Иродиады». Альтернативное название предполагает, что на картине изображена Саломея, одна из самых знаменитых мифологических роковых женщин. Саломея представляет собой страстную, экзотическую и опасную натуру, красота которой смертельна для тех, кто сближается с ней.
Натурщицей для картины стала Агнес Манетти по прозвищу «толстушка Эгги». Агнес явно нравилась одному из частых покупателей работ Россетти Джорджу Бойсу; о ней он упоминает в своих дневниках. Агнес довольно часто позировала для Россетти в начале 1860-х годов. По словам Уильяма Майкла Россетти (который ошибочно назвал её Джесси), она была обладательницей шотландской «мягкой добродетели, которая владела самым энергичным и в то же время также красивым профилем, не без аналогии с великим Наполеоном». Изображение фигуры в резком движении необычно для творчества Россетти, но, возможно, оно было вдохновлено «энергичным» внешним видом самой Агнес. Ф. М. Хьюффер считал картину иллюстрацией своей собственной теории о том, что лучшие проявления творчества Россетти возникали, когда он «собирался наблюдать и записывать», и в эти моменты даже его проявления «манеризма» были практически безупречны: «Например, голова и плечи Танцующей девушки, написанной около 1863 года, является довольно языческим изображением вакховских движений. Руки, которые являются типичными „руками Россетти“, держат кастаньеты и задействуют их; руки, являющиеся типичными „руками Россетти“, действительно производят энергичные движения». «La Castagnetta» выделяется среди ранних работ Россетти тем, что фигура находится в движении и, по-видимому, вне стен помещения, освободившись от вселенной будуара, который был изображён на большинстве его женских портретов того времени.
Уильям Майкл Россетти датировал картину 1863 годом, а Вирджиния Сёртис — «1863 годом или ранее». Картина была выкуплена лишь в мае 1866 года. Покупатель, винный торговец из Брайтона, Дж. Х. Трист был лояльным покровителем прерафаэлитов, в частности Артура Хьюза.